# Griekenland op het Eurovisiesongfestival 1980
Griekenland nam deel aan het Eurovisiesongfestival 1980 in Den Haag, Nederland. Het was de 6de deelname van het land op het Eurovisiesongfestival. De selectie verliep via een nationale finale. ERT was verantwoordelijk voor de Griekse bijdrage voor de editie van 1980.

## Selectieprocedure
De Griekse openbare omroep koos ervoor om een nationale finale te organiseren. 
Deze werd gehouden in Ert studio's in Peania en werd gepresenteerd door Vasilis Tsivilikas. De winnaar werd gekozen door een jury.

| №  | Artiest                       | Lied                           | Punten | Plaats |
| -- | ----------------------------- | ------------------------------ | ------ | ------ |
| 1  | Yiannis Floriniotis           | "Mono Mia Melodia"             | 260    | 10     |
| 2  | Dakis & Rena Panta            | "Mono Esi"                     | 289    | 9      |
| 3  | Anna Vissi                    | "Autostop"                     | 474    | 1      |
| 4  | Antonis Stefanides            | "Min Argeis"                   | 202    | 12     |
| 5  | Dakis                         | "Pare Ena Kohili Ap'to Aegaeo" | 410    | 3      |
| 6  | Milli Karali                  | "Tiki-tak"                     | 361    | 6      |
| 7  | Glykeria                      | "Etsi Apla S'Agapo"            | 364    | 5      |
| 8  | Kostas Tournas & The Epikouri | "UFO"                          | 469    | 2      |
| 9  | Yiorgos Polychroniadis        | "Thimisou Me"                  | 327    | 8      |
| 10 | Group Anonymous               | "Sto Rythmo Ton UFO"           | 368    | 4      |
| 11 | Sigma Fei                     | "Na Les S'Agapo"               | 225    | 11     |
| 12 | Takis Antoniades              | "Ti Thes Na Po"                | 347    | 7      |

## In Den Haag
Griekenland moest als 3de optreden in Den Haag, net na Turkije en voor Luxemburg. Op het einde van de puntentelling hadden de Grieken 30 punten verzameld, wat ze op een 13de plaats bracht.
België had geen punten voor de Grieken over, Nederland daarentegen gaf 8 punten aan deze inzending.

### Gekregen punten

#### Finale
| 12 punten    | 10 punten             | 8 punten              | 7 punten              | 6 punten               |
| ------------ | --------------------- | --------------------- | --------------------- | ---------------------- |
|              |                       | - Nederland           |                       |                        |
| 5 punten     | 4 punten              | 3 punten              | 2 punten              | 1 punt                 |
| - Oostenrijk | - Ierland - Noorwegen | - Verenigd Koninkrijk | - Denemarken - Italië | - Luxemburg - Portugal |

### Punten gegeven door Griekenland

#### Finale
Punten gegeven in de finale:
| 12 punten | Ierland    |
| 10 punten | Zweden     |
| 8 punten  | Spanje     |
| 7 punten  | Frankrijk  |
| 6 punten  | Nederland  |
| 5 punten  | Portugal   |
| 4 punten  | Denemarken |
| 3 punten  | België     |
| 2 punten  | Italië     |
| 1 punt    | Oostenrijk |

1974 · 1975 · 1976 · 1977 · 1978 · 1979 · 1980 · 1981 · 1982 · 1983 · 1984 · 1985 · 1986 · 1987 · 1988 · 1989 · 1990 · 1991 · 1992 · 1993 · 1994 · 1995 · 1996 · 1997 · 1998 · 1999-2000 · 2001 · 2002 · 2003 · 2004 · 2005 · 2006 · 2007 · 2008 · 2009 · 2010 · 2011 · 2012 · 2013 · 2014 · 2015 · 2016 · 2017 · 2018 · 2019 · 2020 · 2021 · 2022 · 2023 · 2024 · 2025